# Mazara Due
Mazara Due è una frazione di 1 549 abitanti di Mazara del Vallo, comune italiano della provincia di Trapani in Sicilia.

## Geografia fisica
Mazara Due, insieme a Borgata Costiera, è una delle due frazioni del comune di Mazara del Vallo, dal cui centro dista circa 2,5 chilometri.